# Канталупо-ин-Сабина
Канталу́по-ин-Саби́на (итал. Cantalupo in Sabina) — коммуна в Италии, располагается в регионе Лацио, подчиняется административному центру Риети.
Население составляет 1621 человек, плотность населения составляет 162 чел./км². Занимает площадь 10 км². Почтовый индекс — 02040. Телефонный код — 0765.
Покровителем коммуны почитается священномученик Власий Севастийский. Праздник ежегодно празднуется 3 февраля.
В городе Канталупо-ин-Сабина создан музей художника Винченцо Камуччини.